# Інгібітори моноаміноксидази
Інгібітори моноаміноксидази — біологічно активні речовини, здатні інгібувати один або обидва типи ферменту моноаміноксидази: МАО-А та МАО-Б. Найбільш відомі як високоефективні антидепресанти, а також у якості препаратів для лікування панічного розладу та соціофобії (наприклад, моклобемід). Застосовуються при терапевтично-резистентній депресії та атиповій депресії. Інгібітори моноаміноксидази використовують у терапії інших розладів, таких як хвороба Паркінсона.

## Механізм дії
Інгібітори моноаміносидази (ІМАО) блокують катаболізм моноамінних нейромедіаторів (дофаміну, серотоніну, норадреналіну, гістаміну та ін.) моноаміноксидазою, тим самим підвищуючи їхні концентрації.

## Класифікація інгібіторів моноаміноксидази
За своїми фармакологічними властивостями інгібітори моноаміноксидази поділяються на зворотні та незворотні, селективні та неселективні.
- Селективні ІМАО інактивують переважно один з типів моноаміноксидази (МАО-А або МАО-Б). МАО-А переважно дезамінує серотонін, мелатонін, адреналін та норадреналін. МАО-Б дезамінує фенетиламін, МАО-А руйнує тирамін та інші слідові аміни. Дофамін дезамінують обидва типи моноаміноксидази.
- Неселективні ІМАО інактивують обидва типи моноаміноксидази.

Ця класифікація є дещо умовною, оскільки в високих дозах ІМАО-Б втрачають селективність і блокують також МАО-А, а ІМАО-А у високих дозах (що перевищують максимальні рекомендовані в інструкції дози) значимо блокують МАО-Б.
- Зворотні ІМАО, зв'язуючись з активним центром ферменту, утворюють з ним відносно стабільний комплекс. Цей комплекс поступово дисоціює, вивільняючи інгібітор моноаміноксидази, який далі надходить у кров і виводиться з організму, залишаючи фермент неушкодженим.
- Незворотні ІМАО взаємодіють з моноаміноксидазою, утворюючи з нею ковалентні зв'язки. Фермент після цього стає нездатним виконувати свої функції і метаболізується, а замість нього організмом синтезується новий, що займає близько двох тижнів.

## Медичне застосування
Інгібітори моноаміноксидази мають ефективність у лікуванні атипової депресії, тривожних розладів, обсесивно-компульсивного розладу, соціальної фобії, посттравматичного стресового розладу, межового розладу особистості (емоційно нестабільного розладу особистості). Нові ІМАО, такі як моклобемід і селегілін, є більш безпечною альтернативою старим препаратам, серед яких похідні гідразину (такі як фенелзин) та транілципромін. Це пояснюється селективністю нових препаратів та, у випадку моклобеміда, зворотністю.
Селективні ІМАО-Б, наприклад селегілін, разагілін та ін., є препаратами для лікування хвороби Паркінсона. Окрім прямої дії у підвищенні концентрації дофаміну в ядрах екстрапірамідної системи та інших відділах мозку та усуненню його дефіциту в нервових закінченнях, селегілін має нейропротекторні властивості. Як інгібітор моноаміноксидази має також властивості антидепресанта, тому він застосовується для лікування депресії нашкірно у вигляді трансдермальної терапевтичної системи.

## Історія
Знання про інгібітори МАО почалося з випадкового відкриття, що іпроніазид є потужним інгібітором МАО (МАО). 1952 року дослідники виявили антидепресивні властивості іпроніазиду, який спочатку призначався для лікування туберкульозу, а згодом дослідники помітили, що депресивні пацієнти, які отримували іпроніазид, відчували полегшення депресивного стану. Подальші дослідження in vitro привели до відкриття того, що іпроніазид інгібує моноаміноксидазу (МАО) і, зрештою, до моноамінової теорії депресії. Інгібітори МАО почали широко використовуватися як антидепресанти на початку 1950-х років. Відкриття 2 ізоферментів МАО призвело до розробки селективних інгібіторів МАО, які можуть мати більш сприятливий профіль побічних ефектів.
Розквіт старіших інгібіторів МАО припав переважно на 1957-1970 роки. Початкова популярність «класичних» неселективних незворотних інгібіторів МАО почала падати через їх серйозну взаємодію з симпатоміметичними препаратами та продуктами, що містять тирамін, що могло призвести до небезпечних гіпертонічних станів. Як наслідок, використання цих старих інгібіторів МАО лікарями зменшилося. Коли вчені виявили, що існує два різних ферменти МАО (МАО-А та МАО-Б), вони розробили селективні сполуки для МАО-Б (наприклад, селегілін, який використовується при хворобі Паркінсона), щоб зменшити побічні ефекти та серйозні взаємодії. Подальше покращення відбулося з розробкою сполук (моклобеміду та толоксатону), які не тільки є селективними, але й викликають оборотне інгібування МАО-А та зменшують взаємодію з дієтою та ліками.  Моклобемід був першим оборотним інгібітором MAO-A, який увійшов у широку клінічну практику.
Трансдермальна форма пластиру інгібітора MAO селегіліну під назвою Emsam була схвалена для використання при депресії Управлінням з контролю за якістю харчових продуктів і медикаментів США 28 лютого 2006 року.